# Ateleute truncata
Ateleute truncata là một loài tò vò trong họ Ichneumonidae.